# ISO 3166-2:VC
ISO 3166-2:VC è uno standard ISO che definisce i codici geografici delle suddivisioni di Saint Vincent e Grenadine; è un sottogruppo dello standard ISO 3166-2.
I codici sono assegnati alle 6 parrocchie, e sono formati da VC- (sigla ISO 3166-1 alpha-2 dello Stato), seguito da due cifre.

## Codici
| Codice | Parrocchia    |
| ------ | ------------- |
| VC-01  | Charlotte     |
| VC-06  | Grenadine     |
| VC-02  | Saint Andrew  |
| VC-03  | Saint David   |
| VC-04  | Saint George  |
| VC-05  | Saint Patrick |